# (4735) Gary
Pour les articles homonymes, voir Gary.
(4735) Gary est un astéroïde de la ceinture principale.

## Description
(4735) Gary est un astéroïde de la ceinture principale. Il fut découvert le 9 janvier 1983 à la station Anderson Mesa par Edward L. G. Bowell. Il présente une orbite caractérisée par un demi-grand axe de 2,41 UA, une excentricité de 0,12 et une inclinaison de 7,2° par rapport à l'écliptique.

## Compléments